# Colonia Claudia Ara Agrippinensium
Colonia Claudia Ara Agrippinensium a fost o colonie romană, capitala provinciei Germania Inferior, actualul oraș Köln, din Germania.

## Istorie

### Oppidum Ubiorum

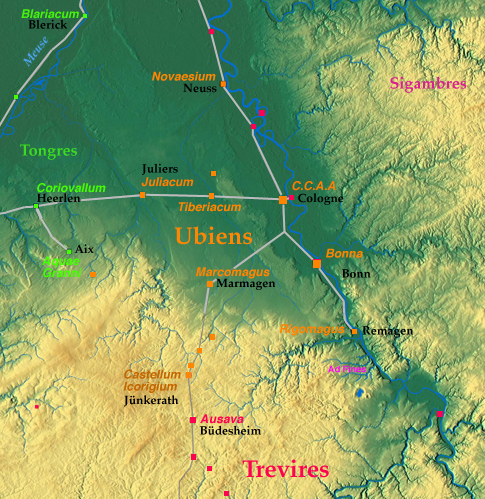
Topografie în jurul CCAA, drumuri romane, Limes Ubiens - proximitate a tongrilor și a trevirilor - dincolo de Rin, în Germania Inferior: sigambri.

În anul 57 î.Hr., Iulius Caesar, învingător în Războaiele Galice, a ocupat toate teritoriile până la Rin: a dispus să se construiască un pod provizoriu de lemn la Neuwied, care a permis trupelor sale să pătrundă pe malul drept timp de 18 zile. Răscoala eburonilor sub Ambiorix, în anul 54 î.Hr., a fost reprimată cu dificultate în anul următor, iar tribul, care trăia pe malul stâng al Rinului, între Meuse, Rin și Ardeni, a fost complet exterminat de către Caesar. În timpul luptelor contra eburonilor, Caesar a primit ajutorul tribului germanic al ubienilor, care popula malul drept al Rinului, din care câțiva războinici i-au servit de cercetași.
Tacitus relatează că ubienii s-au supus lui Agrippa, tânăr general comandant al trupelor romane din Galia, sub Consulatul lui Octavian (viitorul Augustus). Alte relatări vorbesc despre un tratat de alianță pe care ubienii l-ar fi încheiat cu romanii, care le acordau vaste teritorii pe malul stâng al Rinului. Se estimează în general că anul fondării Oppidum Ubiorum de către Agrippa, este anul 38 î.Hr.

### Ara Ubiorum, altarul ubienilor
Într-adevăr, Agrippa s-a dus de două ori în Renania: în anul 39 sau 38 î.Hr. și în anul 20 sau 19 î.Hr. Acest oraș, care a fost trasat geometric, se situa la adăpost de inundațiile fluviului. Capitală a ubienilor, ea servea și romanilor de garnizoană, de port fluvial și de centru religios. Ca și Lugdunum (azi Lyon) în Galia, un altar (în latină ara)  a fost ridicat, după care orașul a primit numele de Ara Ubiorum. 
Agrippa a luat în căsătorie, în anul 21 î.Hr., pe Iulia, fiica lui Augustus, iar aceștia au avut o fiică, Agrippina Maior, în anul 14 î.Hr., și a murit la Capua în anul  12 î.Hr. Expansiunea romană pe malul drept al Rinului a fost condusă din anul 13 până în anul 9 î.Hr. de către Drusus ginere al lui Augustus, apoi de Tiberius din anul 9 î.Hr. până în anul 6, apoi de Varus. Legiunile lui Varus au fost dramatic exterminate de către cheruscii comandați de către Arminius în Bătălia de la Teutoburger Wald, în anul 9.
Germanicus, fiul lui Drusus, frate al viitorului împărat Claudius și soțul Agrippinei Maior, a devenit general în Galia și în Germania, în anul 13;  a avut reședința la Ara Ubiorum unde s-a născut, în anul 15 sau 16, fiica sa, Agrippina Minor Iulia, viitoarea soție a împăratului Claudius și viitoare mamă a lui Nero. Germanicus a condus mai multe expediții de pedepsire contra cheruscilor și a capturat-o pe soția lui Arminius în anul 16.

### Colonia Claudia Ara Agrippinensium, CCAA

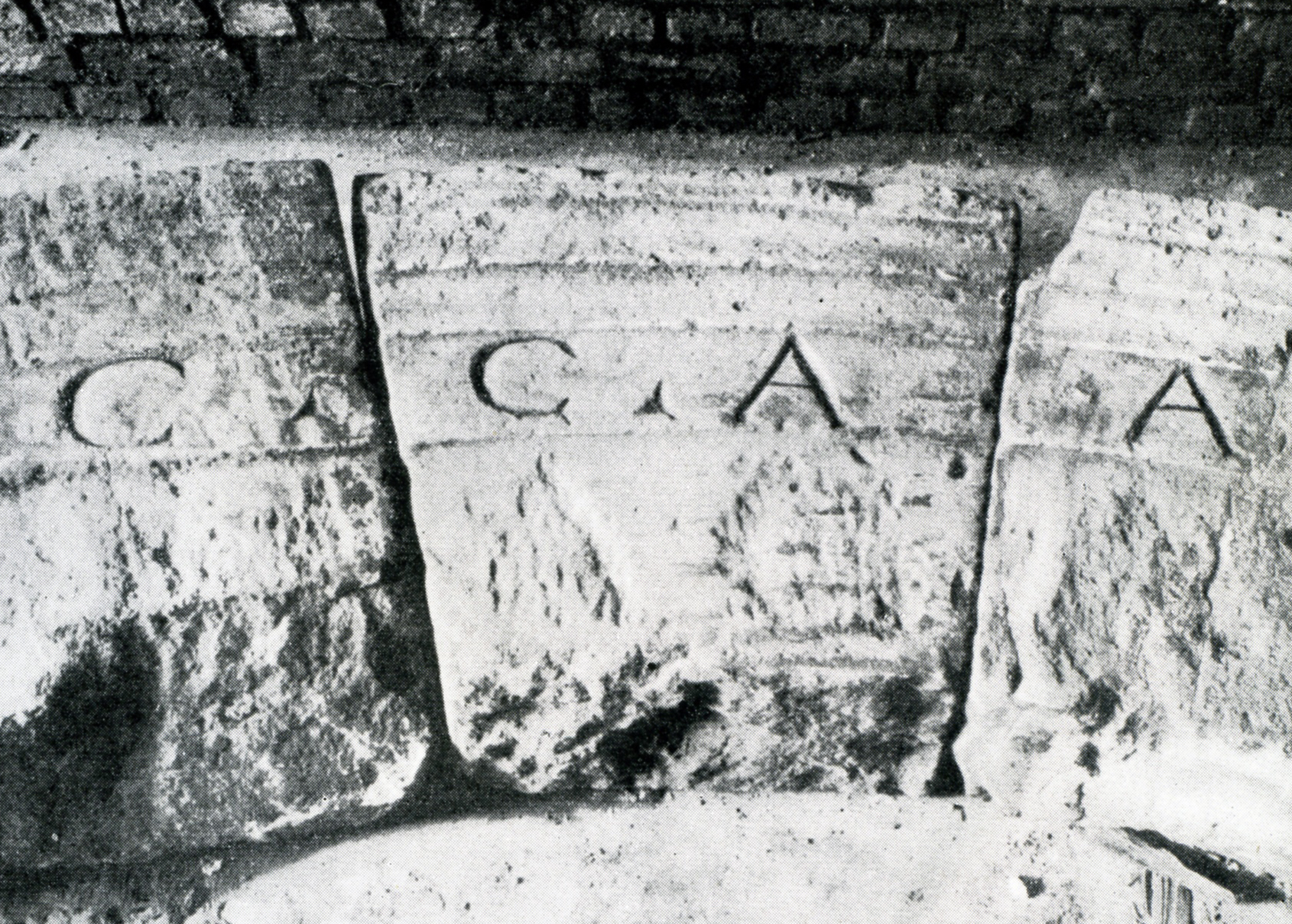
Inscripție pe Poarta de Nord a CCAA (Colonia Claudia Ara Agrippinensium)

După ce Roma și-a abandonat, în anul 17,  proiectul de cucerire a Germaniei la răsărit de Rin, Ara Ubiorum, oraș roman frontalier s-a dezvoltat rapid. Mulțumită influenței Agrippinei Minor Iulia, Ara Ubiorum a obținut statutul de colonie romană în anul 50 și a primit numele de Colonia Claudia Ara Agrippinensium, abreviat CCAA sau C.C.A.A. Acest nume semnifică faptul că este vorba despre un oraș de drept roman (Colonia), creat sub domnia împăratului Claudius (Claudia), pe locul amplasamentului altarului ubienilor (Ara ubiorum), prin voința Agrippinei (Agrippinensium). Printre coloniile romane, doar Köln / Colonia și-a păstrat și astăzi acest nume evocator și semnificativ de cel mai înalt rang juridic al unei cetăți romane.
S-a construit un zid fortificat, gros în medie de 2,5 metri, înalt de 8 metri și având 19 turnuri rotunde, dintre care unul, datând din secolul al III-lea, este perfect conservat,  iar nouă porți au fost probabil începute din secolul I; construirea fortificațiilor nu a fost probabil terminată decât în secolul al III-lea. În anul 68, anul morții lui Nero și al teribilei crize care a avut loc cu această ocazie, batavii și triburile aliate au asediat orașul și au obținut mai întâi predarea populației, dar locuitorii au refuzat să distrugă fortificațiile cum li se cerea și au reluat lupta cu ajutorul romanilor.

### CCAA, capitalaGermaniei Inferior

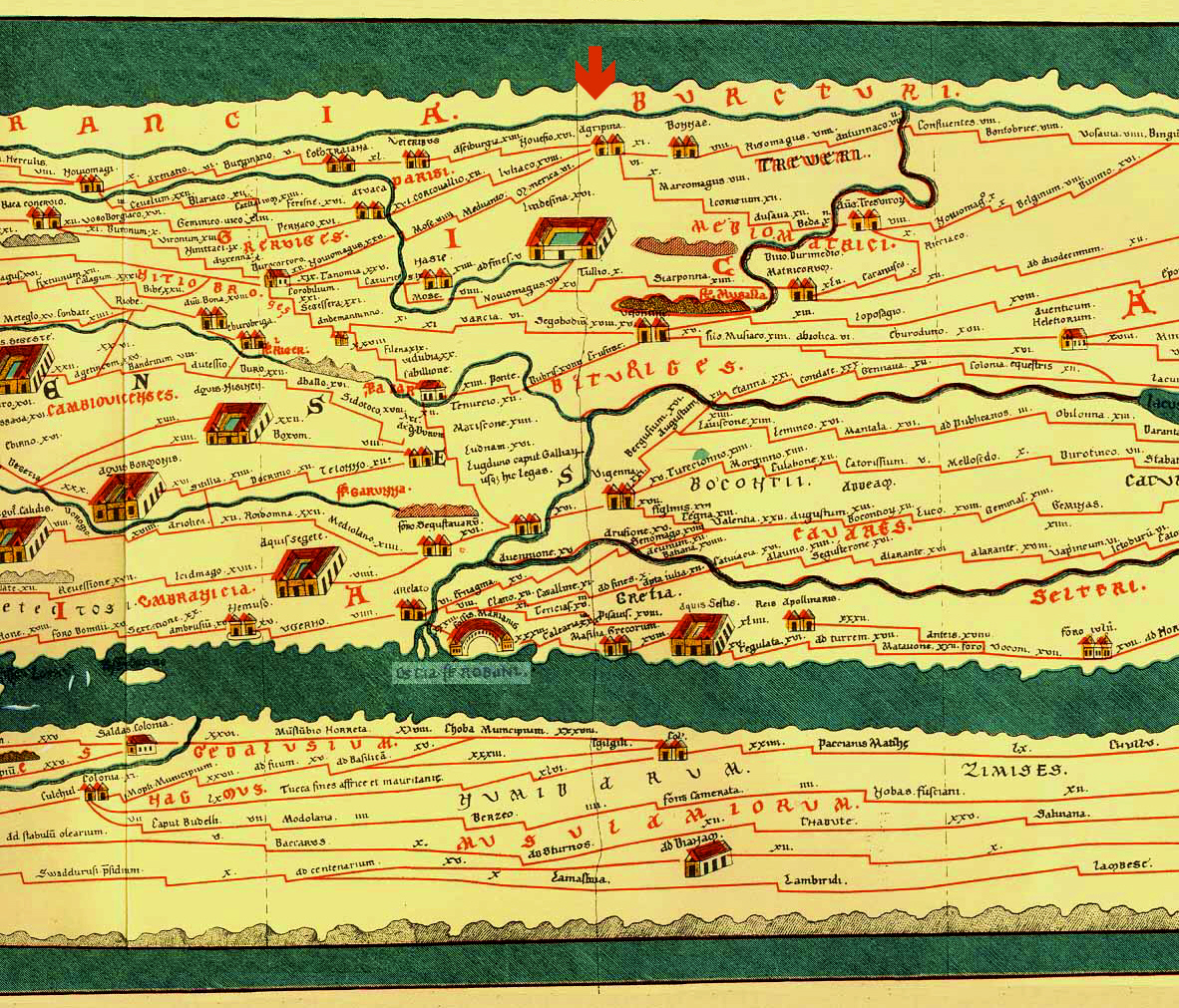
CCAA pentru Agrippina pe Tabula Peutingeriana 1887/88.

Cum începând din anul 81 regiunea militară din jurul Coloniei a fost ridicată la rangul de provincie romană, Germania Inferior,  CCAA a primit în anul 89 statutul de capitală de provincie. În acea epocă aprovizionarea cu apă a orașului a fost îmbunătățită mulțumită Apeductului din Eifel, unul din cele mai lungi apeducte din Imperiul Roman, care aducea apa din Munții Eifel.
Domnia lui Traian, începută în anul 98, marchează începutul unei perioade faste pentru întregul Imperiu Roman; astfel, CCAA, mulțumită unui secol și jumătate de pace fără întrerupere, a cunoscut o dezvoltare economică și arhitecturală. În 180 un nou pretoriu a fost edificat pentru administrația provinciei. Resturile de ziduri de fundație au fost aduse la lumina zilei în 1953, în timpul construirii Spanischer Bau al actualei primării. Obiectele manufacturate la Colonia, mai ales sticlă și ceramică, erau trimise în întreg Imperiul Roman și în afara imperiului.

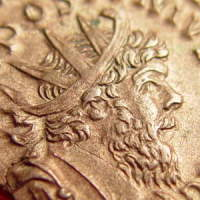
Postumus pe un antoninianus emis sub Postumus.

În anii 259/60, comandantul militar Postumus l-a înfruntat pe Saloninus, fiul împăratului Gallienus, și a fost proclamat împărat al galilor de către trupele revoltate de la frontieră. Postumus a cucerit CCAA și l-a ucis pe Saloninus. Colonia a devenit atunci capitala noului imperiu de care apațineau Galia, Spania (un timp) și probabil Britannia (actuala Anglia). Abia în 274, recucerirea de către împăratul Aurelian a pus capăt acestui imperiu separat, care a fost provizoriu glorios pentru CCAA. Monede de aur de foarte bună calitate cu efigia lui Postumus caracterizează această epocă la Colonia. În 276, Colonia a fost atacată de mai multe popoare germanice cu ocazia invadării Agri Decumates de către alamani în 259.

### Castellum Divitia
Pentru protejarea orașului, împăratul Constantin I a ordonat să se construiască, în 310, Castellum Divitia (Kastell Deutz), pe malul drept al Rinului, care, în plus, a fost legat de oraș prin edificarea primului pod permanent din lemn peste Rin. 

COLONIA CLAUDIA ARA AGRIPPINENSIUM, în dreapta Rinului se afla Castellum Divitia - Reconstituire a orașului din Antichitate, în Muzeul Romano-Germanic din Köln.

Numărul locuitorilor Coloniei este estimat, prin aproximare, la  circa 15 000 de persoane în secolele al III-lea - al IV-lea, în afară de cei circa 5.000 locuitori din vecinătatea apropiată. Domnea o mare diversitate de religii și culte, astfel încât zeii și zeițele germanice și din alte religii ale Imperiului Roman erau tot atât onorați alături de divinitățile romane primitive. În 1882, de exemplu, o figură a zeiței Isis a fost descoperită în zidul de nord al bisericii Sfânta Ursula; la Muzeul Romano-Germanic, se pot vedea și alte descoperiri. Cultul lui Mithra era, și el, deosebit de popular la Colonia.

### Comunitatea evreiască
După distrugerea templului evreiesc din Ierusalim și dispersarea consecutivă a evreilor (Diaspora), se întâlnesc și la Colonia dovezi de existență a unei comunități evreiești. În anul 321, împăratul Constantin a autorizat stabilirea unei comunități evreiești care să se bucure de toate libertățile cetățenilor romani. Deși se știu puține lucruri despre amplasamentul acestei comunități la Colonia, se presupune că ea era stabilită în proximitatea porții lui Marte, în interiorul incintei urbane, comunitatea din Colonia fiind cea mai veche comunitate evreiască a cărei prezență a fost dovedită în Germania.

### Comunitatea creștină

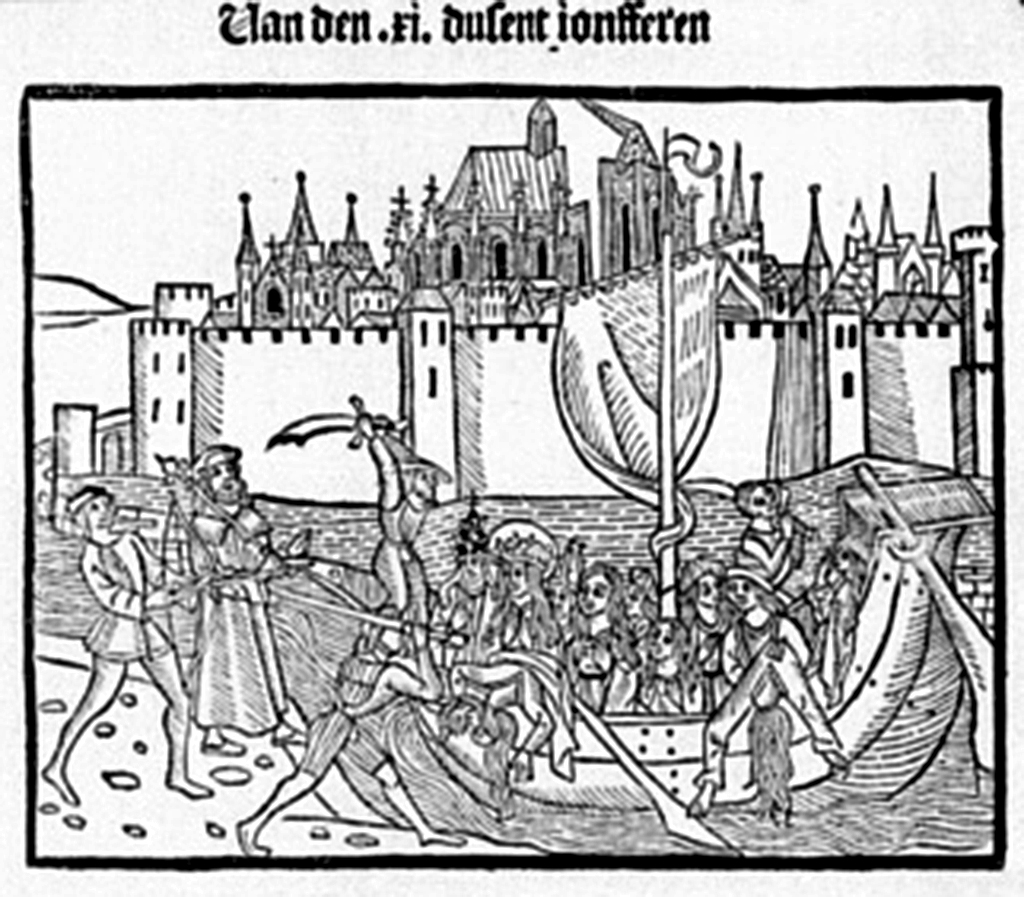
Reprezentare din Evul Mediu a martiriul Sfintei Ursula.

O comunitate creștină este atestată la începutul secolului al IV-lea la Colonia, Maternus este considerat ca fiind primul episcop cunoscut din Colonia, în anul 313;  prima mărturie scrisă despre o biserică este din 355, însă amplasamentul său este necunoscut. O sală a fost construită în cimitirul de Nord, acolo unde potrivit unei legende mai târzii, un grup de fete creștine au fost victime ale ultimelor persecuții contra creștinilor - este originea cultului Sfintei Ursula și a celor unsprezece mii de Fecioare.

### Sfârșitul suveranității romane
După atacul din 274, Colonia era prada asalturilor germanicilor; mai ales francii, care se extindeau pe Rin. În toamna lui 355, ei au reușit să cucerească orașul și să-l jefuiască; câteva luni mai târziu, orașul a fost recucerit de împăratul Iulian. Dar la începutul secolului al V-lea, sfârșitul dominației Romei se desena în Galia și în Germania Inferior, chiar dacă orașul Colonia ieșise încă relativ fără prea multe pagube din marșul germanicilor spre Vest. După o scurtă recucerire de către magister militum al Imperiului Roman de Apus, Flavius Aetius, între 435 și 446, își adaugă victoria asupra regelui hunilor Attila (extinderea hunilor spre Colonia a oferit noi materiale pentru istoria Sfintei Ursula). Asasinarea lui Aetius în 454 a semnificat sfârșitul suveranității romane în Colonia; francii au cucerit orașul și l-au făcut vicariat.

## Urbanism

### Incinta

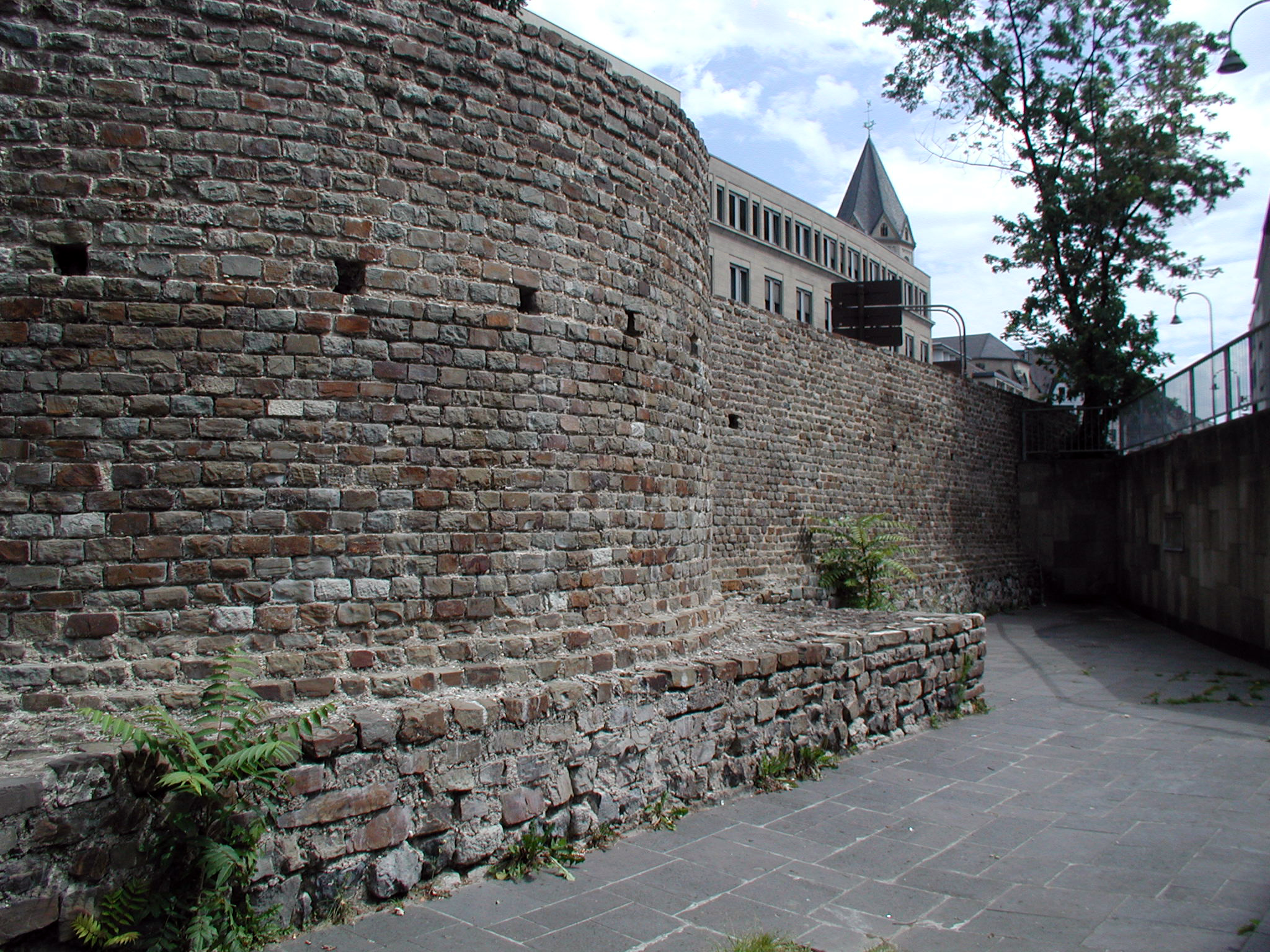
Relicve ale zidului roman de incintă (în Nordul cetății)

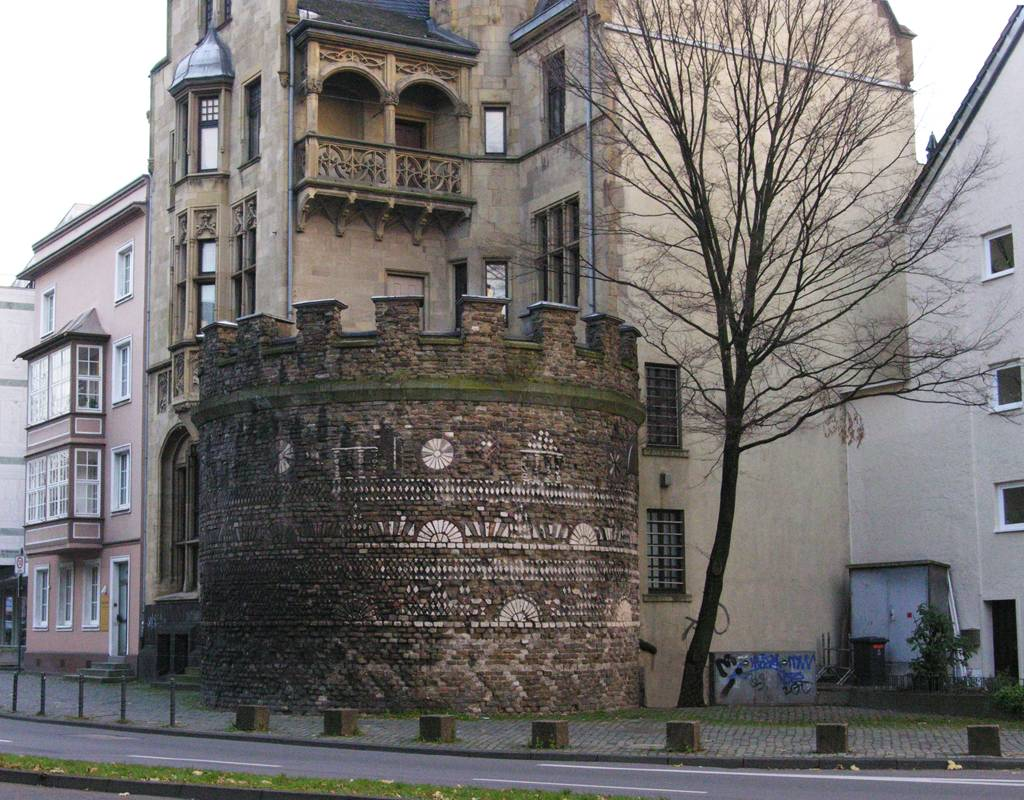
Römerturm, turnul roman în unghiul de nord-vest al cetății.

Incinta romană, construită în anul 70, era lungă de 4,5 km și avea 21 de turnuri și 9 porți.

La poarta de vest, decumanus (Schildergasse) se transforma în drum roman: Via Belgica sau Via Agrippinensis, care lega Colonia (Colonia Claudia Ara Agrippinensium), de Bavay (Bagacum Nerviorum), prin Jülich (Iuliacum), Heerlen (Coriovallum), Maastricht (Trajectum ad Mosam) și Tongeren (Atuatuca Tungrorum).